# Tipai
Tipai (manipuri: Tuwai, probablement derivat de la paraula mizo Tuibar) és un riu de Mizoram que neix a les muntanyes Lushai i avança cap a Assam desaiguant al riu Barak en territori al sud del districte de Cachar prop del poble de Tipai-mukh situat a 24° 14′ N, 93° 03′ E / 24.233°N,93.050°E, una població on se celebra un mercat comarcal.